# Jan Krzesiak
Jan Krzesiak (ur. 6 lipca 1961 w Hańsku) – polski zapaśnik stylu wolnego, trener, olimpijczyk z Atlanty 1996.
W trakcie kariery sportowej reprezentował kluby: Włodawianka Włodawa (lata 1977-1983) oraz Slavia Ruda Śląska (od 1984 do zakończenia kariery). Zawodnik walczący w wadze piórkowej (62 kg). Mistrz Polski w latach 1989–1995, 1997 oraz brązowy medalista z roku 1996.
Uczestnik mistrzostw świata w roku 1995 podczas których zajął 27. miejsce w wadze 62 kg.
Uczestnik mistrzostw Europy w: Stambule (1993) - 4. miejsce, Rzymie (1994) - 9. miejsce, Freiburgu (1995) - 11. miejsce, Budapeszcie (1996) - 8. miejsce.
Na igrzyskach w Atlancie wystartował w wadze piórkowej zajmując 17. miejsce.